# Norton’s Dome
Norton’s Dome ist ein Gedankenexperiment von John D. Norton, Professor an der University of Pittsburgh, Center for Philosophy of Science. Es dient dazu, eine Konstellation anzugeben, deren Differenzialgleichungssystem nach klassischer Mechanik nicht nur eine eindeutige Lösung hat, sondern zwei, und soll damit ein Beispiel für Indeterminismus bzw. gegen  Determinismus liefern.
Hintergrund bildet die Laplace'sche Annahme, dass alle Systeme der klassischen Mechanik durch Differenzialgleichungssysteme beschreibbar seien, die nur eine Lösung besitzen und damit eindeutig determiniert seien.
Norton geht dazu von einem idealisierten Experiment mit einer reibungsfrei auf einer Kuppel (engl. dome) rutschenden punktförmigen Masse aus, die zu Beginn des Experimentes am Scheitelpunkt der Kuppel ruht. Die Form der Kuppel ist dabei geschickt genau so gewählt, dass die Funktion für die Kraft, die auf den Massepunkt einwirkt, im Scheitelpunkt nicht Lipschitz-stetig ist. Damit ist der Satz von Picard-Lindelöf nicht anwendbar, denn dieser erfordert eine Lipschitz-Bedingung um zu folgern, dass die zur Bewegungsbeschreibung gebildete Differentialgleichung eindeutig gelöst werden kann. Im vorliegenden Fall können dann in der Tat zwei verschiedene Lösungen zur selben Anfangsbedingung angegeben werden: Die Masse kann einerseits unendlich lange auf dem Scheitelpunkt verbleiben, andererseits aber überraschenderweise auch spontan und zu einem beliebigen Zeitpunkt in eine beliebige Richtung von der Kuppel abrutschen.
Nortons Gedankenexperiment soll zeigen, dass spontane, unverursachte Ereignisse bereits auf der makroskopischen Ebene der klassischen Mechanik entstehen können, ohne die Quantenmechanik und ihre Fluktuationen bemühen zu müssen.
Es reiht sich ein in eine Vielzahl von Beispielen, die mit derselben Absicht kreiert wurden, aber bis dahin unendliche Zahl von Schritten, von Masseteilchen, unendliche Massendichte oder andere unendliche Voraussetzungen annehmen und daher als „Supertasks“ in den Bereich außerhalb der klassischen Mechanik verortet werden. Eine Übersicht geben Earman und Norton.
Das von Norton 2003 unter dem Titel Causation as Folk Science veröffentlichte Problem hat rege Diskussionen ausgelöst, inwiefern es tatsächlich den Bedingungen der newtonschen Mechanik genüge und inwiefern es Indeterminismus bzw. Determinismus stütze bzw. widerlege. Wesentliche Einwände beziehen sich auf die Verletzung der Lipschitz-Stetigkeit oder des Prinzips der physikalischen Symmetrie, sehen eine unzulässige Idealisierung oder klassifizieren es aus anderweitigen Gründen als „unphysikalisch“. 2008 reagierte Norton mit einer weiteren Publikation, in der er auf einige Einwände einging, was wiederum zu Gegenargumenten führte. Samuel Fletcher fasst diese in einem Abschnitt Attempts to Demolish the Dome zusammen.
Charlotte Werndl liefert eine weitere, umfangreiche Analyse.